# وین (فرانسه)
وین (به فرانسوی: Vienne) بزرگترین شهرستان در ناحیهٔ پواتو-شارنت در کشور فرانسه است که در شمال شرقی این ناحیه قرار دارد. نام این شهرستان از رود وین گرفته شده‌است. 

## مشخصات
وین یکی از ۸۳ شهرستان اولیه‌ایست که در ۴ مارس ۱۷۹۰ در طی انقلاب فرانسه ایجاد شد. این شهرستان که خود از بخش‌هایی از استان‌های سابق پوآتو، تورن و بری به‌وجود آمده‌است در شمال شرقی ناحیهٔ پواتو-شارنت قرار داشته و با مساحت ۶٬۹۹۰ کیلومتر مربع، بزرگترین شهرستان از مجموع ۴ شهرستان تشکیل‌دهندهٔ این ناحیه شناخته می‌شود. همچنین جمعیت این شهرستان در سال ۲۰۰۹ برابر با ۴۲۶٬۰۶۶ نفر بوده‌است.
وین با شهرستان‌های  شارانت در جنوب، دو-سور در غرب،  من الوآر در شمال غربی، اندر الوآر در شمال، اندر در شرق و او وین در جنوب شرقی هم‌مرز است. 
تولید پنیر از شیر بز یکی از مهمترین صنایع وین به‌شمار می‌رود.

## نقاط دیدنی
از مهمترین نقاط دیدنی و توریستی در وین  می‌توان به شهربازی فوتوروسکوپ، کلیسای سن-سوان-سور-گرتومپ که در فهرست میراث جهانی یونسکو جای دارد و خود شهر پواتیه که دارای دیدنی‌هایی تاریخی و هنری همچون کاخ پواتیه و کلیسای اگلیز نوتر-دام لا گراند است اشاره نمود.